# Ruda Ravnik Kosi
Ruda Ravnik Kosi, slovenska harfistka in pedagoginja, * 15. avgust 1944, Ljubljana.
Leta 1965 je diplomirala na Akademiji za glasbo v Ljubljani, istega leta pa je postala tudi član Simfoničnega orkestra RTV Slovenija (do 1998). Ravnikova je bila dolga desetletja ena izmed redkih slovenskih izvajalcev na harfi. Krstno je izvedla številne skladbe slovenskih skladateljev. Poučuje na ljubljanski in zagrebški Akademiji za glasbo. 
Je vdova Mileta Kosija, slovenskega violista.